# Scarler
Scaler é um jogo lançado em 2004 pela Take-Two Interactive e Global Star Software para os consoles GameCube, Xbox e Playstation 2.